# Pala della Trinità
Pala della Trinità è un dipinto del pittore veronese Francesco Morone, realizzato con la tecnica della pittura a olio su tela, conservato nel museo di Castelvecchio a Verona.
L'opera fu originariamente collocata nella cappella dei Fumanelli della chiesa di Santa Maria della Vittoria Nuova dove Giorgio Vasari la ricorda nelle Le Vite con queste parole: «Nella chiesa della Vettoria dipinse la cappella de' Fumanelli, sotto il tramezzo che sostiene il coro, [...] e nel chiostro una Madonna a fresco; e dopo ritrassi di naturale messer Antonio Fumanelli, medico famosissimo per l'opere da lui scritte in quella professione». La chiesa venne poi soppressa agli inizi dell'Ottocento secondo le disposizioni napoleoniche e la pala entrò a far parte delle collezioni civiche veronesi nel 1812. Nel 1857 venne sottoposta ad un intervento di restauro da parte del pittore e funzionario del museo civico Lorenzo Muttoni.
La maggior parte della critica colloca quest'opera tra la produzione giovanile di Francesco Morone, dunque intorno agli anni 1490, sebbene alcuni abbiano notato una somiglianza con il Battesimo di Cristo datato 1517 proponendo dunque una datazione più tarda. Ciò troverebbe sostegno anche negli scritti di Giambattista Biancolini in cui racconta che la cappella era stata edificata tra gli anni 1519 e 1522.